# Obersaxen Mundaun
Obersaxen Mundaun è un comune svizzero di 1 160 abitanti del Canton Grigioni, nella regione Surselva.

## Geografia fisica
Il comune si trova nella valle del Reno Anteriore.

## Storia
Il comune di Obersaxen Mundaun è stato istituito il 1° gennaio 2016 con la fusione dei comuni soppressi di Mundaun (a sua volta istituito nel 2009 con la fusione dei comuni soppressi di Flond e Surcuolm) e Obersaxen; capoluogo comunale è Obersaxen, del quale il comune di Obersaxen Mundaun ha adottato lo stemma.

## Geografia antropica

### Frazioni
Le frazioni di Obersaxen Mundaun sono:
- Mundaun[3]
  - Flond[6]
  - Surcuolm[7]
- Obersaxen[8]
  - Cathomen
  - Meierhof